# Ozyptila panganica
Ozyptila panganica är en spindelart som beskrevs av Lodovico di Caporiacco 1947. Ozyptila panganica ingår i släktet Ozyptila och familjen krabbspindlar. Inga underarter finns listade i Catalogue of Life.